# Agrias
Agrias är ett släkte av fjärilar. Agrias ingår i familjen praktfjärilar.

## Bildgalleri

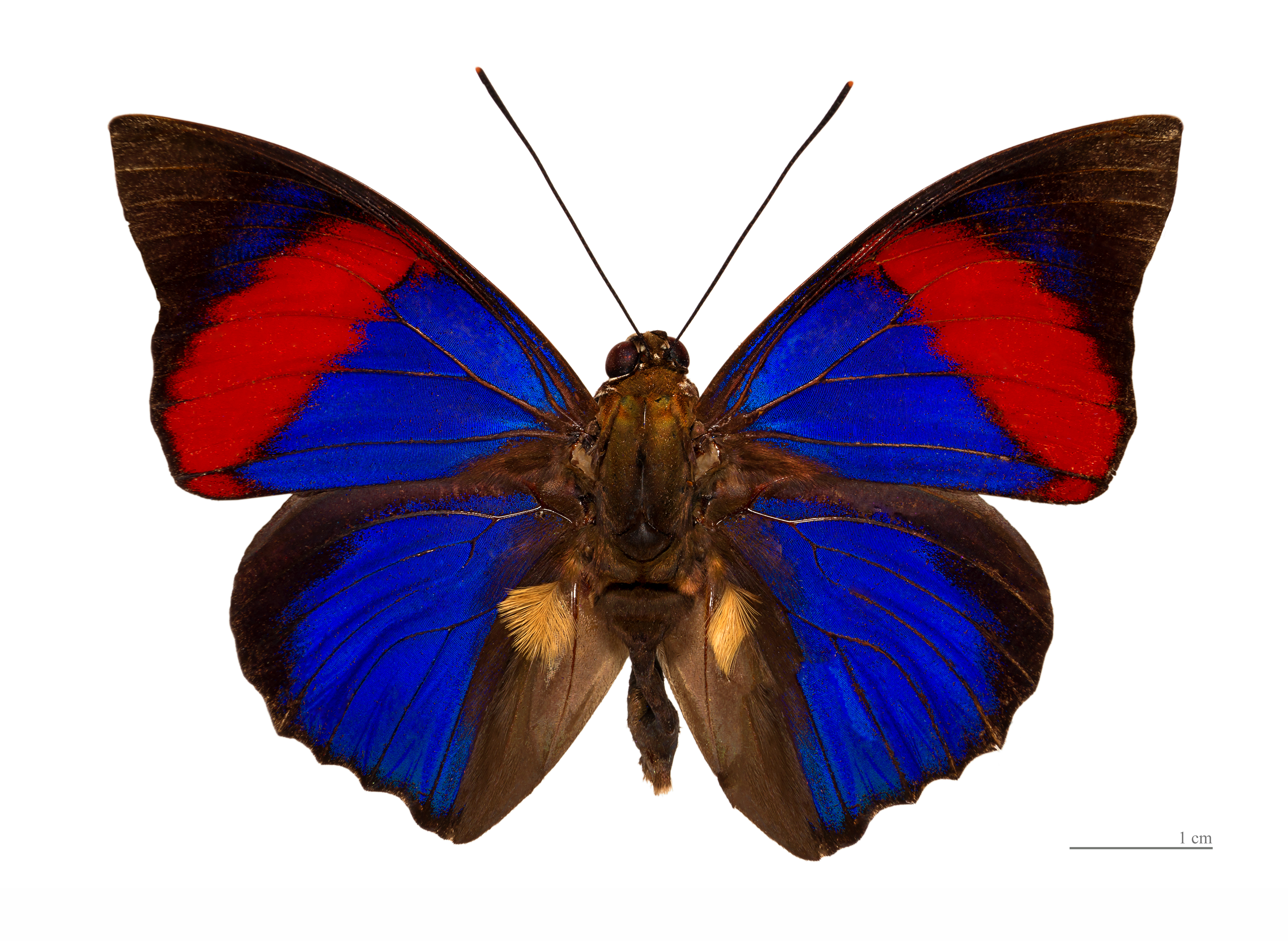
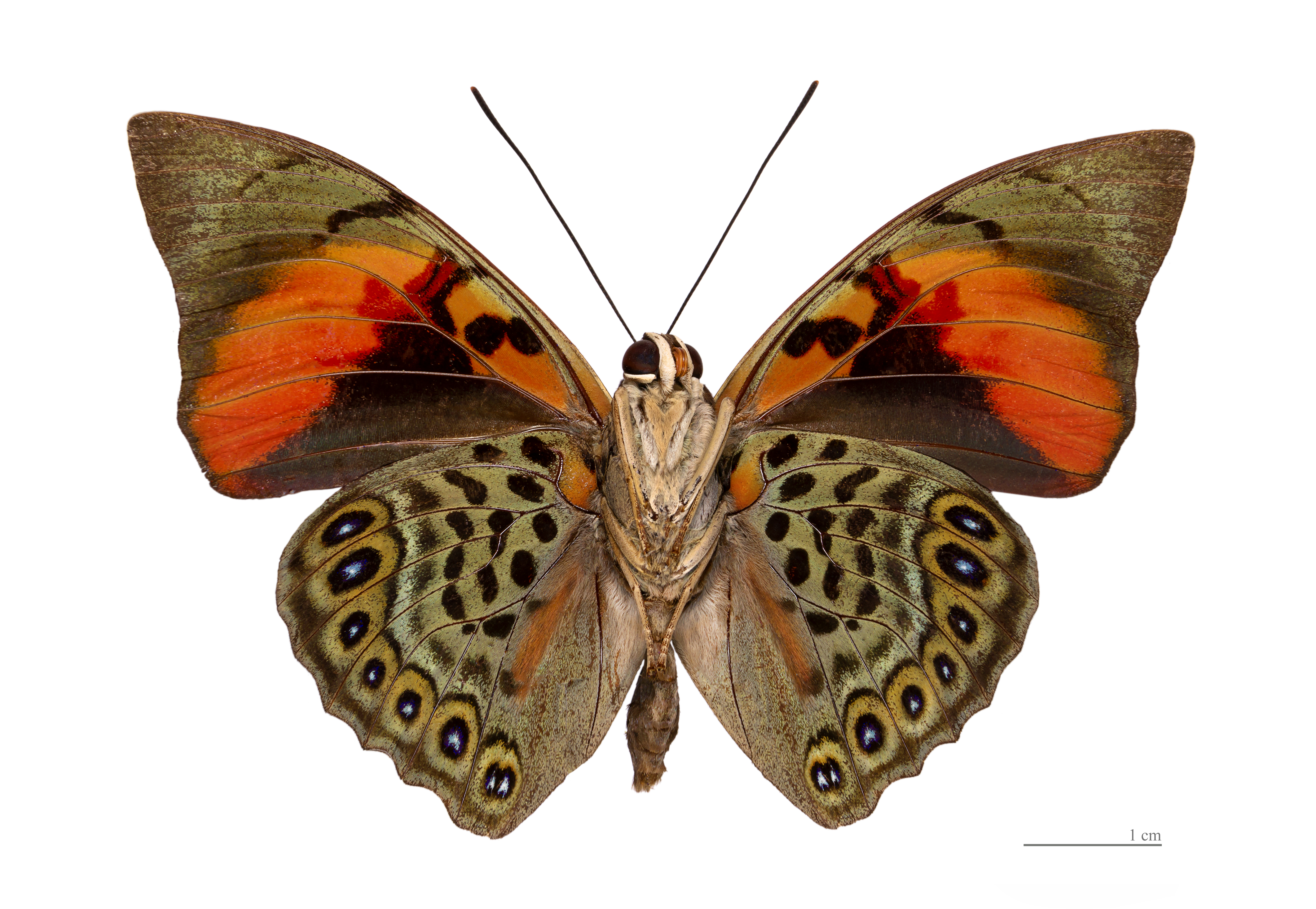
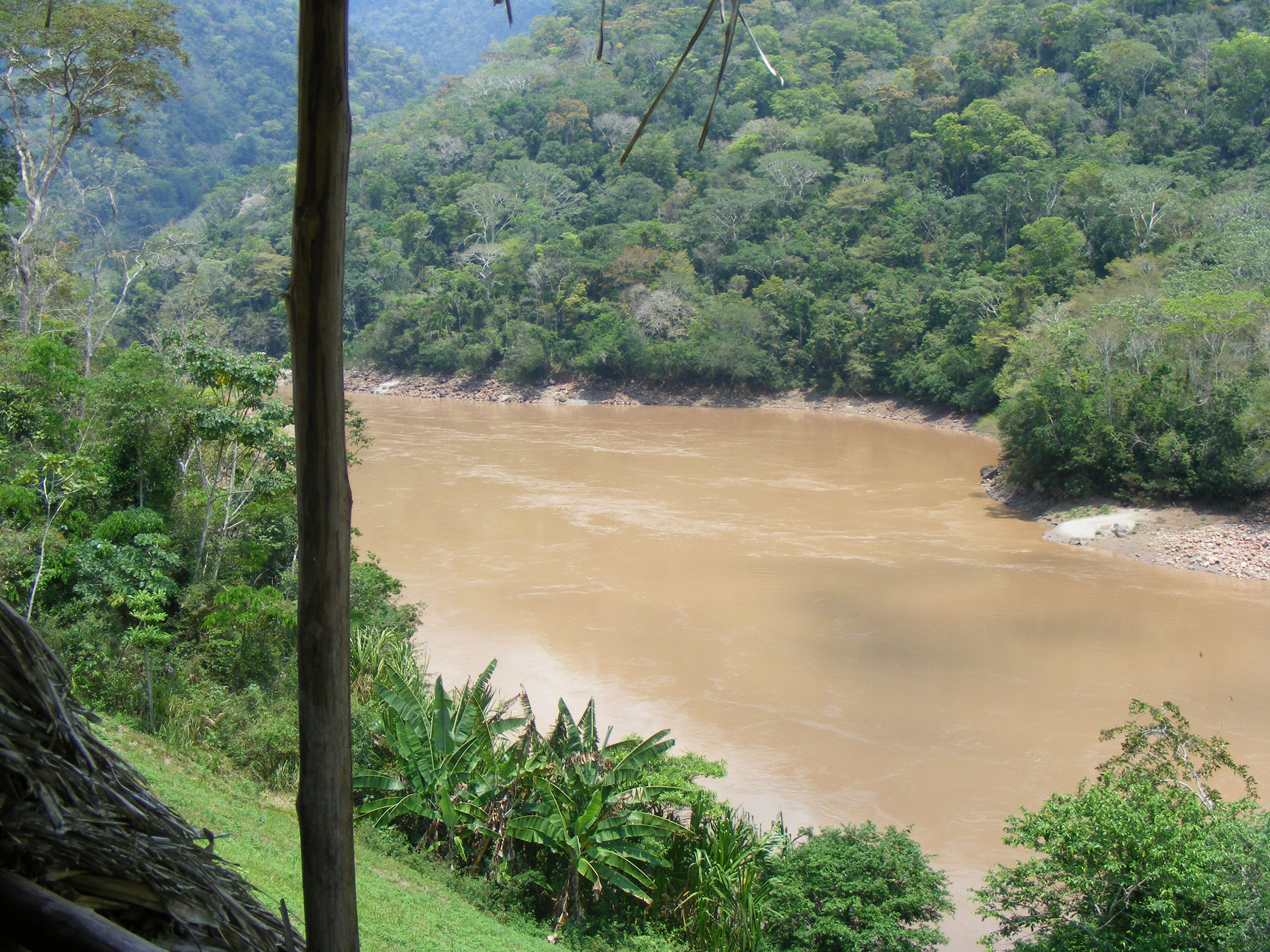
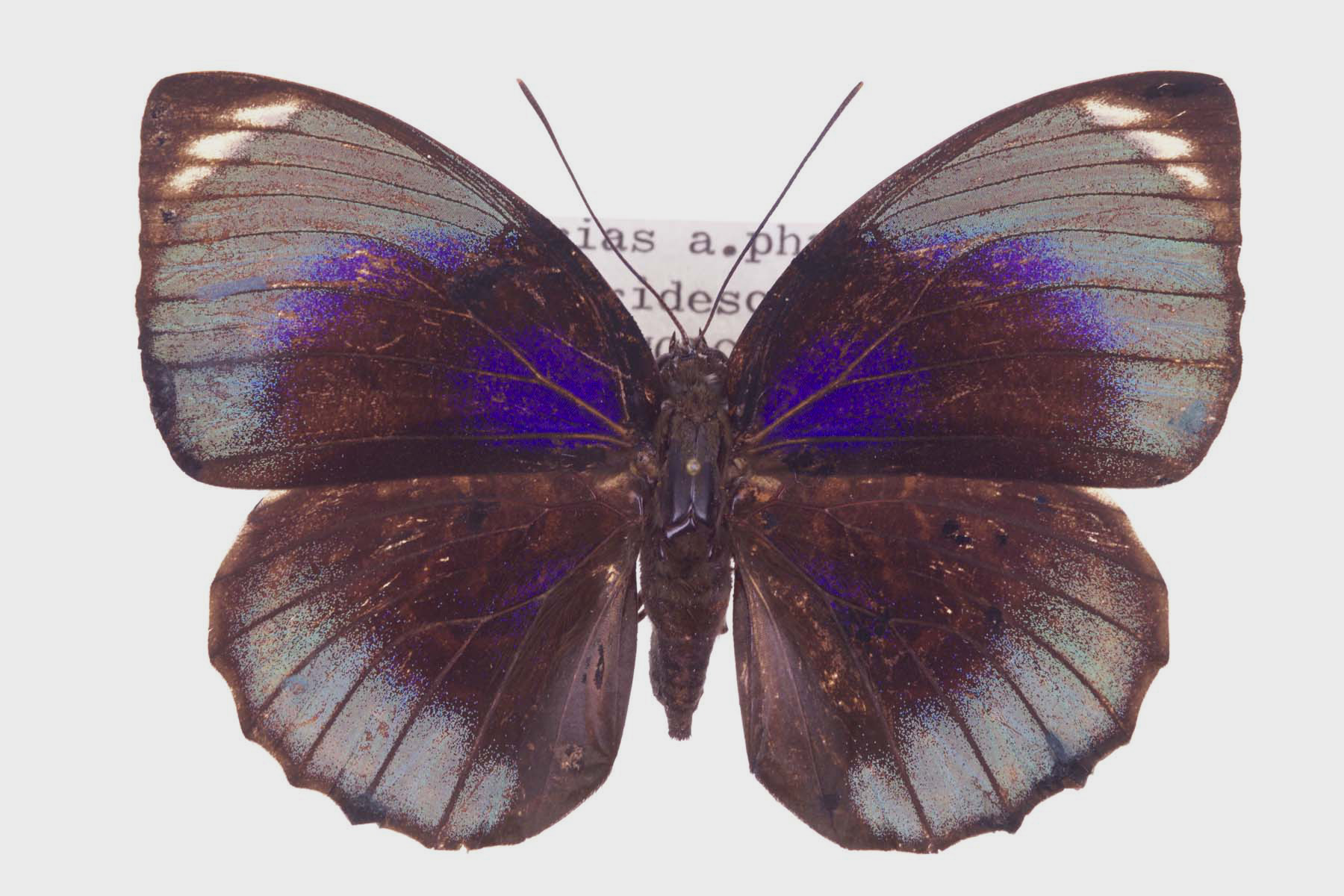
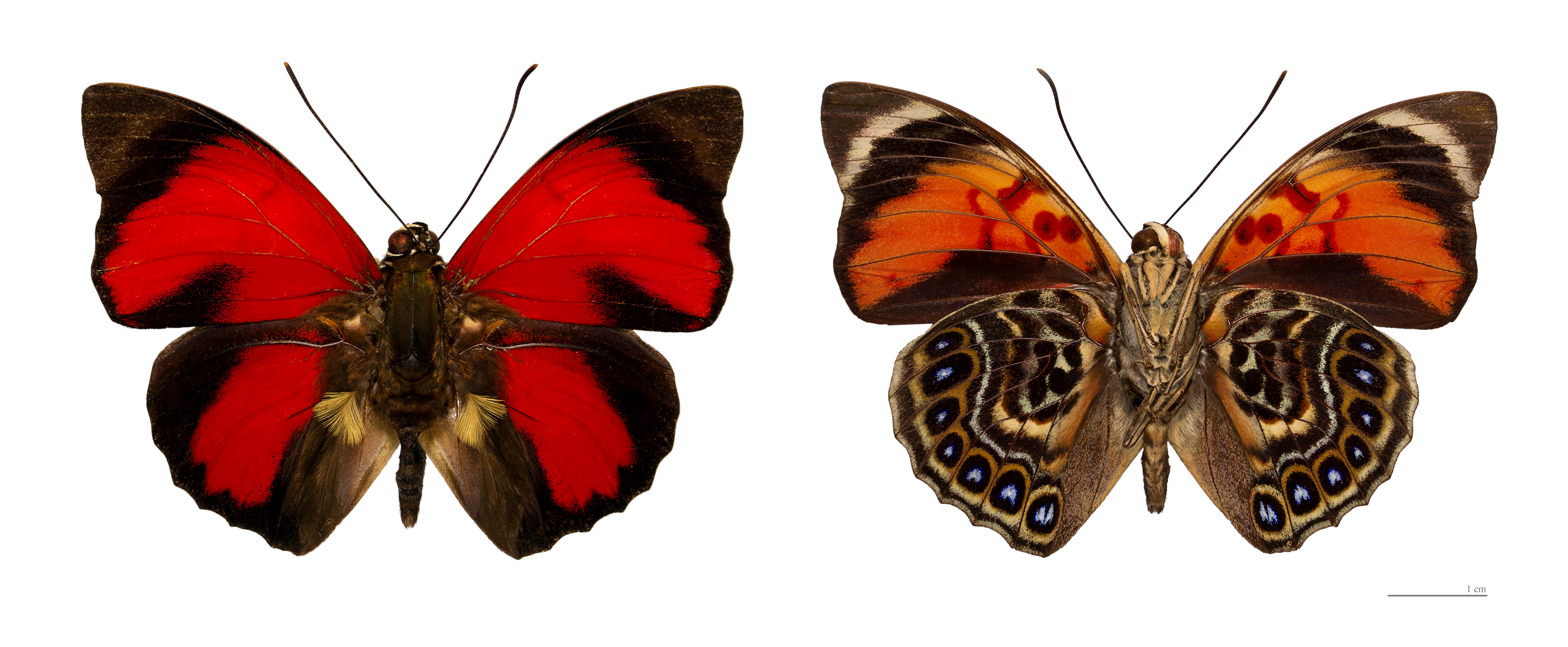

## Dottertaxa tillAgrias, i alfabetisk ordning[1]
- Agrias aedon
- Agrias aguiro
- Agrias ahasverus
- Agrias aloisi
- Agrias amaryllis
- Agrias amazona
- Agrias amazonica
- Agrias ambiguus
- Agrias amplificata
- Agrias amplimarginata
- Agrias amydon
- Agrias amydonias
- Agrias amydonides
- Agrias anaxagoras
- Agrias angustior
- Agrias anna
- Agrias annae
- Agrias annetta
- Agrias antonia
- Agrias arcuatus
- Agrias aristoxenus
- Agrias aspasia
- Agrias athenais
- Agrias atromarginata
- Agrias aurantiaca
- Agrias aureus
- Agrias aymesi
- Agrias beata
- Agrias beatifica
- Agrias bella
- Agrias bellatrix
- Agrias belsazar
- Agrias bertrandi
- Agrias bicolora
- Agrias biedermanni
- Agrias bipupillata
- Agrias bogotana
- Agrias bolivianus
- Agrias boliviensis
- Agrias bonita
- Agrias bouvieri
- Agrias breviocellata
- Agrias brevitaenia
- Agrias brunhilda
- Agrias caladonia
- Agrias calliste
- Agrias cassandra
- Agrias chavelotti
- Agrias chlorotaenia
- Agrias christinae
- Agrias chrysotaenia
- Agrias citrinarius
- Agrias clara
- Agrias claudia
- Agrias claudianus
- Agrias claudina
- Agrias clevelandiae
- Agrias coccinata
- Agrias coelestis
- Agrias conjuncta
- Agrias connectens
- Agrias connexa
- Agrias corallina
- Agrias coronata
- Agrias croesus
- Agrias cyanea
- Agrias cyaneapicalis
- Agrias cyanecula
- Agrias cyaneigera
- Agrias cyanelateralis
- Agrias cyanemaculata
- Agrias cyanemixta
- Agrias cyaneonigra
- Agrias cyaneradiata
- Agrias cyanorubra
- Agrias daudeti
- Agrias decelli
- Agrias decolorata
- Agrias decora
- Agrias decyanea
- Agrias delormei
- Agrias derufata
- Agrias didoti
- Agrias distinctus
- Agrias dryas
- Agrias dubiosa
- Agrias dufouri
- Agrias elegans
- Agrias eleonora
- Agrias elongata
- Agrias eos
- Agrias estrella
- Agrias exbiedermanni
- Agrias excellens
- Agrias excelsior
- Agrias excelsissima
- Agrias extensa
- Agrias extinctus
- Agrias extrema
- Agrias faivrei
- Agrias falvibasis
- Agrias fassli
- Agrias favareli
- Agrias favorinus
- Agrias ferdinandi
- Agrias ferrugineus
- Agrias flava
- Agrias flavicellus
- Agrias flavifasciata
- Agrias flavopunctata
- Agrias fochi
- Agrias foucheri
- Agrias fournierae
- Agrias frontina
- Agrias fruhstorferi
- Agrias fulvescens
- Agrias funebris
- Agrias gelisi
- Agrias gloriosa
- Agrias godmani
- Agrias godmanides
- Agrias gracilis
- Agrias grandimaculata
- Agrias grandis
- Agrias gratiosa
- Agrias guisei
- Agrias guyanensis
- Agrias hades
- Agrias hermosa
- Agrias herthae
- Agrias hervei
- Agrias hewitsonius
- Agrias hoppi
- Agrias horni
- Agrias horracki
- Agrias ictericus
- Agrias illustrissimus
- Agrias imecourti
- Agrias imitata
- Agrias immaculata
- Agrias imperatrix
- Agrias imperialis
- Agrias impunctata
- Agrias inca
- Agrias incarnata
- Agrias incompleta
- Agrias infernalis
- Agrias inornatrix
- Agrias intensa
- Agrias intermedius
- Agrias interrupta
- Agrias interruptus
- Agrias itaituba
- Agrias ixion
- Agrias jacobi
- Agrias jactator
- Agrias joffrei
- Agrias jonensis
- Agrias jordani
- Agrias larseni
- Agrias latifasciata
- Agrias latona
- Agrias le moulti
- Agrias lecerfi
- Agrias leopoldi
- Agrias lesoudieri
- Agrias levicki
- Agrias linda
- Agrias lindissima
- Agrias livida
- Agrias loki
- Agrias lucasi
- Agrias lugens
- Agrias lugina
- Agrias luxuriosa
- Agrias magdalenae
- Agrias manaoensis
- Agrias mapiri
- Agrias margaritifera
- Agrias maroniensis
- Agrias marquei
- Agrias mauensis
- Agrias maxentia
- Agrias mediana
- Agrias mediatrix
- Agrias melior
- Agrias metamorpho
- Agrias meunieri
- Agrias micaela
- Agrias micans
- Agrias michaeli
- Agrias minorata
- Agrias mirabilis
- Agrias mixta
- Agrias moderata
- Agrias modulata
- Agrias muzoensis
- Agrias narcissus
- Agrias nevadensis
- Agrias niepelti
- Agrias nigerrima
- Agrias nigra
- Agrias nigrans
- Agrias nigricans
- Agrias nigricirculata
- Agrias nigrina
- Agrias nigris
- Agrias nigrobasalis
- Agrias nigroconjuncta
- Agrias nigrofasciata
- Agrias nigrooenata
- Agrias nigropunctata
- Agrias ninus
- Agrias novata
- Agrias oaxacata
- Agrias obidonus
- Agrias oblongomaculata
- Agrias obscura
- Agrias obscurata
- Agrias obscurior
- Agrias obsoleta
- Agrias ochracea
- Agrias olivencia
- Agrias opaca
- Agrias orinocensis
- Agrias orleansi
- Agrias ornata
- Agrias oudini
- Agrias ozora
- Agrias pallantis
- Agrias pallida
- Agrias paradoxus
- Agrias parallelus
- Agrias paulus
- Agrias penthesilea
- Agrias pepitoensis
- Agrias pericles
- Agrias peruana
- Agrias peruviana
- Agrias petri
- Agrias phaenomenalis
- Agrias phalcidon
- Agrias phalcidonides
- Agrias pherenice
- Agrias philatelica
- Agrias phoenix
- Agrias phryne
- Agrias pitardi
- Agrias plausibilis
- Agrias pomposa
- Agrias porphyrionis
- Agrias praetexta
- Agrias praxiteles
- Agrias pretiosa
- Agrias primiliva
- Agrias pseudobrunhilda
- Agrias pseudoconnectans
- Agrias pseudocroesus
- Agrias pseudodubiosa
- Agrias pseudoeleonora
- Agrias pseudo-lesoudieri
- Agrias pseudomauensis
- Agrias pseudopitardi
- Agrias pseudoporphyrionis
- Agrias pseudopretiosa
- Agrias pseudosanguinea
- Agrias pseudosardanapalus
- Agrias pseudosuprema
- Agrias pseudotristis
- Agrias pseudo-zenodorus
- Agrias pujoi
- Agrias pulcherrima
- Agrias pupillata
- Agrias purpurata
- Agrias purpurea
- Agrias purpurinus
- Agrias quadrata
- Agrias rebillardi
- Agrias rebouli
- Agrias redita
- Agrias reducta
- Agrias reevesi
- Agrias reforma
- Agrias regalis
- Agrias reliquus
- Agrias reverdini
- Agrias rileyi
- Agrias roberti
- Agrias rodriguezi
- Agrias rogeri
- Agrias roquetti
- Agrias rosae
- Agrias rothschildi
- Agrias rubella
- Agrias rubra
- Agrias rubrimediana
- Agrias rubrobasalis
- Agrias rubrocaerulea
- Agrias rubromaculata
- Agrias rubronigra
- Agrias rubrooenata
- Agrias rubrostrigosa
- Agrias rubrotridens
- Agrias rufomarginata
- Agrias rufopuncta
- Agrias saglioi
- Agrias sahlkei
- Agrias salvini
- Agrias sanguinea
- Agrias saphira
- Agrias sara
- Agrias sardanapaloides
- Agrias sardanapalus
- Agrias satanas
- Agrias selilarseni
- Agrias semialosi
- Agrias semibelsazar
- Agrias semibicolora
- Agrias semichristinae
- Agrias semidubiosa
- Agrias semihades
- Agrias semilatus
- Agrias semiphryne
- Agrias semi-rileyi
- Agrias semirubra
- Agrias semisardanapalus
- Agrias semitapajonus
- Agrias signata
- Agrias similis
- Agrias simplex
- Agrias simplicia
- Agrias smalli
- Agrias songoensis
- Agrias sophusius
- Agrias splendens
- Agrias splendida
- Agrias staudingeri
- Agrias steinbachi
- Agrias strympli
- Agrias stuarti
- Agrias subaloisi
- Agrias subamazonica
- Agrias subaymesi
- Agrias subcyanea
- Agrias subdelormei
- Agrias subextrema
- Agrias subfrontina
- Agrias subguyanensis
- Agrias sublesoudieri
- Agrias sublugens
- Agrias submaroniensis
- Agrias submarquei
- Agrias submeunieri
- Agrias submicans
- Agrias subpaulus
- Agrias subpericles
- Agrias subrebouli
- Agrias subreducta
- Agrias subrubrocaerulea
- Agrias subrubronigra
- Agrias subsahlkei
- Agrias subsatanas
- Agrias subtuschana
- Agrias subtus-flavus
- Agrias subwachenheimi
- Agrias subxanthippus
- Agrias suprema
- Agrias talboti
- Agrias tapajonensis
- Agrias tapajonus
- Agrias tarapotensis
- Agrias tenuisfasciata
- Agrias theryi
- Agrias thusnelda
- Agrias tiemanniae
- Agrias traducta
- Agrias trajanus
- Agrias transforma
- Agrias transiens
- Agrias transversa
- Agrias triangularis
- Agrias tridens
- Agrias tristis
- Agrias tryphon
- Agrias tuschana
- Agrias ultralesoudieri
- Agrias umbrianus
- Agrias uniformis
- Agrias wachenheimi
- Agrias variabilis
- Agrias venustus
- Agrias vesta
- Agrias vinosa
- Agrias viola
- Agrias violetta
- Agrias virgata
- Agrias viridescens
- Agrias viridifasciata
- Agrias viridiflavus
- Agrias viridipicta
- Agrias viridis
- Agrias vulcanus
- Agrias xanthippus
- Agrias xinguensis
- Agrias zamorae
- Agrias zenodorus
- Agrias zwahleni